# Skals
Skals is een plaats in de Deense regio Midden-Jutland, gemeente Viborg. De plaats telt 1797 inwoners (2008).